# Acapulco madame
 (février 2021).
Si vous disposez d'ouvrages ou d'articles de référence ou si vous connaissez des sites web de qualité traitant du thème abordé ici, merci de compléter l'article en donnant les références utiles à sa vérifiabilité et en les liant à la section « Notes et références ».
Acapulco madame est une pièce de théâtre en deux actes d'Yves Jamiaque. Elle a été créée en 1976 et enregistrée pour la télévision en 1978.

## Argument
Nat est mariée depuis plus de 15 ans avec Jérôme, un publicitaire totalement immergé dans la promotion des produits de ses clients. Elle reçoit le mystérieux appel téléphonique d'un inconnu, lui proposant un tour du monde et lui donnant rendez-vous à l'aéroport pour s'envoler vers Acapulco. Cette proposition lui fait prendre conscience de la vacuité de sa vie, entre son mari indifférent, son fils Laurent, sa sœur Martine et Thomas, le fiancé de celle-ci.

## Fiche technique
- Auteur : Yves Jamiaque
- Mise en scène : Yves Gasc
- Réalisateur : Pierre Sabbagh
- Chef de production : Jacques Cazenave-Pin
- Ingénieur de la vision : Paul Guillermet
- Directeur de la scène : Edward Sanderson
- Directeur de la photographie : Lucien Billard

## Distribution
- Micheline Boudet : Nat
- Philippe Nicaud : Jérôme
- Henri Courseaux : Thomas